# Ulica Tumska we Włocławku
 Ulica Tumska – należy do najważniejszych ulic Śródmieścia we Włocławku. Biegnie od Placu Kopernika w kierunku wschodnim na Stary Rynek. Ma 180 m długości. Zabudowa ulicy to głównie dwupiętrowe kamienice. Ulica jest objęta Lokalnym Programem Rewitalizacji.

## Historia ulicy
Ulica Tumska jest jedną z najstarszych ulic miasta. W XVI wieku stanowiła naturalne połączenie kościoła biskupiego katedralnego z kościołem parafialnym pw. św. Jana i Starym Rynkiem. Jej rozwój nastąpił w latach dwudziestych XIX wieku, kiedy zaczęto budować okazałe, ciekawe architektonicznie kamienice. Najstarszy dom pod numerem 1 wybudowany został w końcu XVIII wieku według projektu architekta Antoniego Olszakowskiego. Podczas wojen napoleońskich przemianowana na ulicę Napoleona. Stara nazwa została przywrócona po Kongresie Wiedeńskim w 1815 roku. 
Ulica w XIX wieku i pierwszej połowie XX w. była jedną z najbardziej ruchliwych ulic miasta. Zwłaszcza w okresie międzywojennym przy Tumskiej znajdowało się wiele sklepów i usługowych zakładów rzemieślniczych.